# Europaspiele 2023/Wasserspringen
Bei den Europaspielen 2023 wurden 13 Wettbewerbe im Wasserspringen ausgetragen.
Die Wettbewerbe waren zugleich die Europameisterschaften im Wasserspringen.
Die Einzeldisziplinen 3 m Kunstspringen sowie 10 m Turmspringen dienten sowohl bei den Männern als auch bei den Frauen als Qualifikation für die Olympischen Sommerspiele 2024. Die Nation des Siegers erhielt einen Quotenplatz für die Olympischen Sommerspiele 2024.

## Bilanz

### Medaillenspiegel
| Platz  | Land           | Gold | Silber | Bronze | Gesamt |
| ------ | -------------- | ---- | ------ | ------ | ------ |
| 1      | Ukraine        | 4    | 1      | —      | 5      |
| 2      | Deutschland    | 3    | 3      | —      | 6      |
| 3      | Großbritannien | 3    | 2      | 2      | 7      |
| 4      | Italien        | 2    | 3      | 5      | 10     |
| 5      | Schweiz        | 1    | —      | 1      | 2      |
| 6      | Frankreich     | —    | 2      | 2      | 4      |
| 7      | Schweden       | —    | 2      | 1      | 3      |
| 8      | Spanien        | —    | —      | 2      | 2      |
| Gesamt | Gesamt         | 13   | 13     | 13     | 39     |

### Medaillengewinner
Männer
| Disziplin             | Gold                                  | Silber                                             | Bronze                              |
| --------------------- | ------------------------------------- | -------------------------------------------------- | ----------------------------------- |
| 1 m Kunstspringen     | Ross Haslam (GBR)                     | Alexis Jandard (FRA)                               | Lorenzo Marsaglia (ITA)             |
| 3 m Kunstspringen     | Moritz Wesemann (GER)                 | Jules Bouyer (FRA)                                 | Alexis Jandard (FRA)                |
| 10 m Turmspringen     | Timo Barthel (GER)                    | Robbie Lee (GBR)                                   | Riccardo Giovannini (ITA)           |
| 3 m Synchronspringen  | Oleh Kolodij / Danylo Konowalow (UKR) | Lorenzo Marsaglia / Giovanni Tocci (ITA)           | Jules Bouyer / Alexis Jandard (FRA) |
| 10 m Synchronspringen | Oleksij Sereda / Kirill Boljuch (UKR) | Riccardo Giovannini / Eduard Timbretti Gugiu (ITA) | Ben Cutmore / Matthew Dixon (GBR)   |

Frauen
| Disziplin             | Gold                                        | Silber                             | Bronze                                           |
| --------------------- | ------------------------------------------- | ---------------------------------- | ------------------------------------------------ |
| 1 m Kunstspringen     | Michelle Heimberg (SUI)                     | Emilia Nilsson Garip (SWE)         | Grace Reid (GBR)                                 |
| 3 m Kunstspringen     | Chiara Pellacani (ITA)                      | Emilia Nilsson Garip (SWE)         | Michelle Heimberg (SUI)                          |
| 10 m Turmspringen     | Eden Cheng (GBR)                            | Christina Wassen (GER)             | Sarah Jodoin Di Maria (ITA)                      |
| 3 m Synchronspringen  | Desharne Bent-Ashmeil / Amy Rollinson (GBR) | Lena Hentschel / Jana Rother (GER) | Elena Bertocchi / Chiara Pellacani (ITA)         |
| 10 m Synchronspringen | Christina Wassen / Elena Wassen (GER)       | Ksenija Bajlo / Sofija Esman (UKR) | Valeria Antolino / Ana Carvajal San Miguel (ESP) |

Mixed
| Disziplin             | Gold                                                                 | Silber                                                                                 | Bronze                                                                 |
| --------------------- | -------------------------------------------------------------------- | -------------------------------------------------------------------------------------- | ---------------------------------------------------------------------- |
| 3 m Synchronspringen  | Chiara Pellacani / Matteo Santoro (ITA)                              | Grace Reid / James Heatly (GBR)                                                        | Emilia Nilsson / Elias Petersen (SWE)                                  |
| 10 m Synchronspringen | Ksenija Bajlo / Kirill Boljuch (UKR)                                 | Elena Wassen / Alexander Lube (GER)                                                    | Sarah Jodoin Di Maria / Eduard Timbretti Gugiu (ITA)                   |
| Mannschaft            | UkraineKsenija Bajlo Danylo Konowalow Hanna Pysmenska Oleksij Sereda | ItalienSarah Jodoin Di Maria Lorenzo Marsaglia Chiara Pellacani Eduard Timbretti Gugiu | SpanienValeria Antolino Alberto Arévalo Rocío Velázquez Carlos Camacho |